# Porcelain ID
Porcelain id is de artiestennaam van Hubert Tuyishime (Kigali, 29 november 1998), een in Rwanda geboren Belgische singer-songwriter.

## Levensloop

#### Persoonlijk leven
Tuyishime werd in 1998 geboren in Kigali (Rwanda), maar is met hun ouders in 2007 naar België verhuisd vanwege een niercrisis die leidde tot een transplantatie. Hen groeide op in Heist-op-den-Berg en verhuisde later naar Antwerpen, waar die ook illustratie studeerde. In 2021 werd die ouder van een zoon.
Tuyishime verkiest de persoonlijke voornaamwoorden die en hen/hun.

#### Zangcarrière
De jonge artiest kende hun debuut als tiener bij de Kempische band Aedell Wolff, waar die fungeerde als leadzanger. Deze band werd opgericht door twee klasgenoten met een voorliefde voor melancholische muziek en groeide uit tot een vijfkoppig passieproject die een publiek vergaarde in eigen regio. Ze speelden op lokale festivals en evenementen zoals Effenaf Festival, Sunfield Festival , De Ranonkelfeesten en meer. In 2017 ging deze band uit elkaar na het uitbrengen van hun debuutalbum 'The years ran by'.
Tuyishime begon een nieuw muzikaal solo-project genaamd Porcelain id in 2020 en won de muziekwedstrijd Sound Track in 2022. In 2023 tourde Tuyishime als ondersteunende act met Meskerem Mees tijdens haar Caesar-tour. In 2024 gaat die op tour met hun meest recente album, genaamd Bibi:1.

## Discografie

### Albums en EP's
| Titel   | Album of EP | Jaar publicatie |
| ------- | ----------- | --------------- |
| Mango   | EP          | 2021            |
| Reprise | EP          | 2022            |
| Bibi:1  | Album       | 2024            |

### Singles
| Titel                             | Jaar publicatie |
| --------------------------------- | --------------- |
| Blauw                             | 2020            |
| MONTANA (ft. NARD)                | 2021            |
| Rhythm Machine (ft. Martha Da'ro) | 2023            |